# コミック・ストリップ

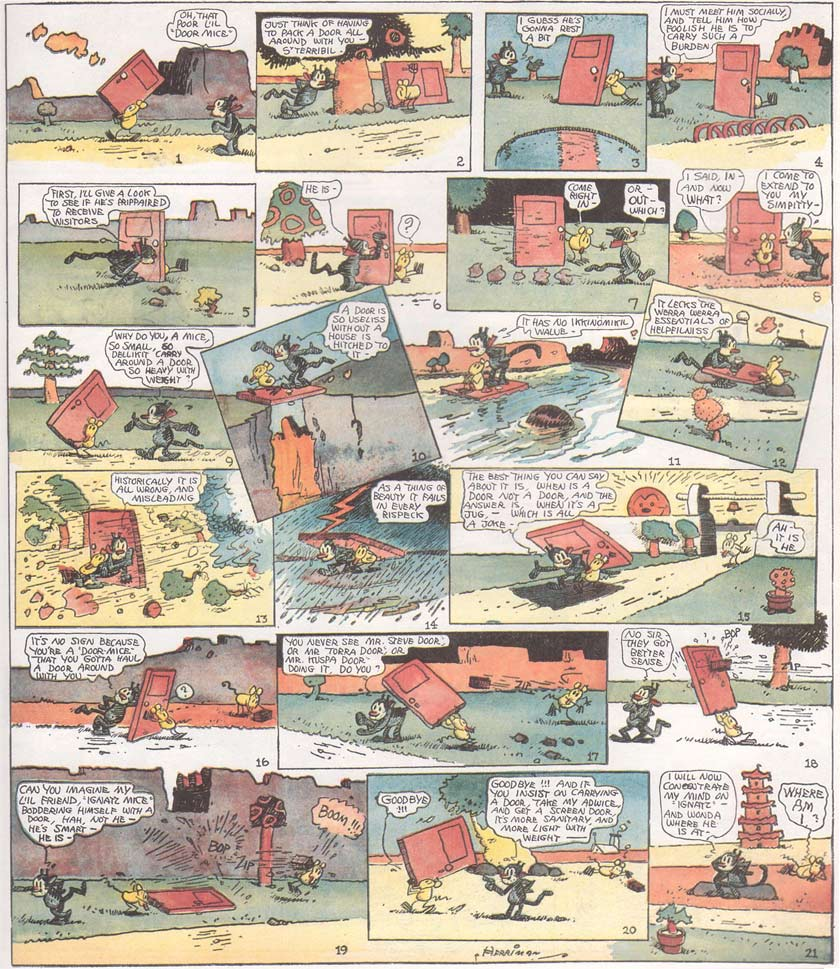
コミック・ストリップの一例 Krazy Kat ニューヨーク・イブニング・ジャーナル紙 1922年1月21日版より

コミック・ストリップ（英語: Comic strip）とは、ストーリーを一連のコマやイラストレーションにより伝える漫画作品のことである。漫画家あるいは画家によって執筆され、新聞やインターネット上で連載されるもので、アメリカではとくに新聞漫画を指す。
コミック・ストリップ（滑稽な端切れ）という名称が示す通り、『ビートル・ベイリー』、『
ハイ・アンド・ロイス』、『ヘイガー・ザ・ホリブル』などユーモラスなギャグ・ア・デイ（gag-a-day ：毎日掲載のギャグ漫画）作品が一般的である。他方、『ジャッジ・パーカー』や『小さな孤児アニー』などの連続ドラマ物のコミック・ストリップのように、シリアスな内容でも「コミック」として受け止められているものもある。後者については、漫画家ウィル・アイズナーによる造語「シーケンシャル・アート（連続的芸術）」という呼称もある。

## 発祥と現在
コミック・ストリップは1865年のドイツで描かれた絵物語『マックスとモーリッツ』に遡ることができる。これは『もじゃもじゃペーター』のようなドイツ児童文学の流れを汲む幾編かの教訓物語である。いたずら小僧マックスとモーリッツが、穀物の袋に投げ込まれ、碾き臼で磨り潰された挙句、ガチョウの群れのエサにされてしまうというストーリーである。
『マックスとモーリッツ』から着想を受けた『カッツェンジャマー・キッズ』は、おそらくは最初の現在的な意味でのコミック・ストリップである。ドイツ系アメリカ移民のルドルフ・ダークスにより1897年に著された。痛みの火花、登場人物の発言をあらわすふきだし、いびきを表すノコギリなどの漫画の慣用表現はダークスから始まった。
アメリカにおいては、ジョーゼフ・ピューリツァーとウィリアム・ランドルフ・ハーストによる新聞拡販競争から大規模なコミック・ストリップ人気が沸き起こった。『ザ・リトル・ベアーズ』（1893年）は特定のキャラクターが繰り返し登場するアメリカにおける最初のコミック・ストリップであった。1897年に最初の日曜版漫画の一作品として掲載された『イエロー・キッド』は、最初のカラー漫画であり、「イエロー・ジャーナリズム」という用語の語源となった。1907年に登場した『マットとジェフ』は、最初の日刊連載漫画である。
『カッツェンジャマー・キッズ』は、コミック史における最初の版権訴訟の一例と関わりがあることでもよく知られている。ダークスがピューリツァーの下での好待遇を求めてハーストの元を去った際に、ハーストには「カッツェンジャマー・キッズ」の名前を使用する権利が与えられ、制作者のダークスには同キャラクターの使用権が与えられるという、非常に珍しい判決が下された。ハーストは即座に漫画家ハロルド・クネルを雇い、『カッツェンジャマー・キッズ』の新シリーズを執筆させた。一方ダークスは彼自身の『カッツェンジャマー・キッズ』を、『ハンスとフリッツ』と改題した（後の『キャプテン・アンド・キッズ(The Captain and the Kids(film series)
』）。こうしてライバル企業同士から配給されるようになった二作品の『カッツェンジャマー・キッズ』は、以降数十年にわたり新聞の漫画ページを飾り続けた。ダークスの作品は最終的にユナイテッド・フューチャー・シンジケートから配給され、1979年まで続いた。
数百作品ものコミック・ストリップがこれに続き、数十年にわたり連載され続けている。
この用語はもともと２コマ以上何コマであっても全ての漫画を指していたもので、今もイギリス英語ではこの意味で使用される。ヨーロッパにおいては漫画雑誌にも連載され、３ページ以上にわたるものが多い。現在のアメリカで「コミックス・ストリップ」というと、短いニュースペーパー・コミック・ストリップ(後述)を指す。アメリカ英語で「２コマ以上の全ての漫画」を指す言葉としては、「コミックス」(comics)が用いられ、新聞上で見られる漫画も「コミックス」と呼ばれることもある。

## ニュースペーパー・コミック・ストリップ

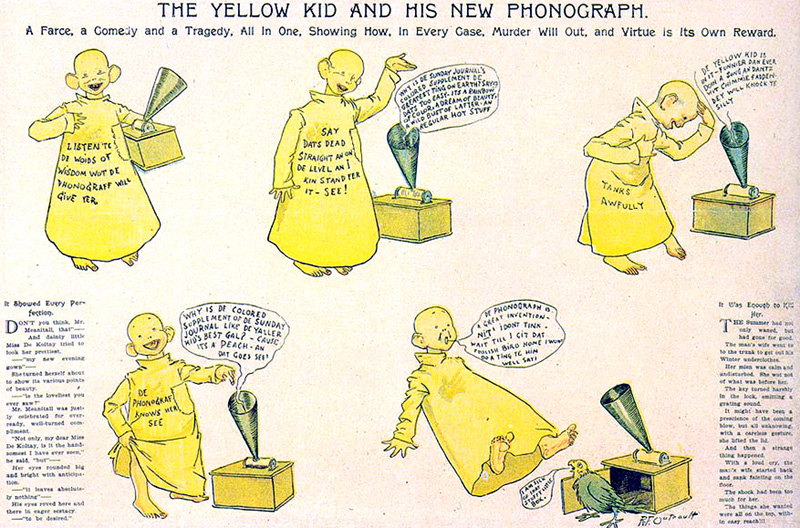
最初期のコミック・ストリップ『イエロー・キッド』。ニューヨーク・ジャーナル紙 1896年10月25日版より

ニュースペーパー・コミック・ストリップ（新聞漫画）とは、インターネット上やコミック・ブックや雑誌ではなく、文字通り新聞紙上で最初に発表されるコミック・ストリップのことである。最初の新聞漫画は、20世紀の初めにアメリカで誕生した。しばしば『イエロー・キッド』は最初のコミック・ストリップとして紹介されるが、この文章と絵画を混合する表現形式は徐々に発達してきたものであり、多くのコミック・ストリップの原型が存在する。ニュースペーパー・コミック・ストリップはデイリー・ストリップ（毎日掲載の漫画）とサンデー・ストリップ（日曜版漫画）に分類される。デイリー・ストリップは通常月曜日から土曜日の紙面に掲載され、白黒印刷される。サンデー・ストリップはデイリー・ストリップに比べるとより大きく、カラー印刷される。
アメリカのニュースペーパー・コミック・ストリップは日本の新聞漫画とは異なり、特定の新聞に特定の一本の漫画のみが連載されることはなく、シンジケーションにより各新聞社に配信された複数の漫画作品が、専用の漫画セクションに連載される。また、コマの数も4コマとは決まっておらず、作品によってはエピソードによってコマの個数が変動することもある。

## デイリー・ストリップ
デイリー・ストリップとは、日曜版に掲載されるサンディ・ストリップに対し、月曜から土曜までの新聞紙上で掲載される新聞漫画である。通常のデイリー・ストリップは白黒印刷であるが、二十世紀後半以降に創刊されたいくつかの新聞では、カラーのデイリー・ストリップが掲載されている。横長の端切れ（ストリップ）状に並べられた正方形か円形、あるいは縦長の長方形のコマ（パネル）が、主要な形式である。必ずではないが、普通の「ストリップ（コマ漫画）」は幾つかの小さなコマに分割され、コマからコマにわたり連続している。これも必ずではないが、普通の「パネル（一コマ漫画）」は分割されることはなく、連続性も持っていない。『ピーナッツ (漫画)』はストリップであり、『
わんぱくデニス』はパネルである。
初期のデイリー・ストリップは大きく、しばしば新聞紙面の横幅一杯を使って掲載されており、多くの場合は3インチ以上の縦幅があった。最初は、新聞の一ページには一本のデイリー・ストリップしか掲載されておらず、通常はページの上端か下端に配置されていた。1920年代までには、多くの新聞が複数の漫画を揃えた一ページの漫画欄を持っていた。長年の内にデイリー・ストリップは徐々に小さくなり、2000年までには、1本のデイリー・ストリップに占領されていた紙幅に、4本の標準的なデイリー・ストリップが収められるようになった。
ニュースペーパー・エンタープライズ・アソシエーション・シンジケートは、二列分にわたるコミック・ストリップ『スター・ホークス』を掲載するという実験を短期間試みた。しかし数年後には、『スター・ホークス』は通常の一列分に縮小された。

## 特徴
ほとんどのコミック・ストリップの登場人物は、その連載期間にかかわらず年を取ることはない。しかし、リン・ジョンストンによる『フォー・ベター・オア・フォー・ワース』のようないくつかの漫画においては、登場人物も年を取る。最初の年を取るキャラクターが登場した漫画は、『ガソリン・アレイ』であった。
コミック・ストリップの歴史には、ユーモラスな作品だけでなく、ドラマティックなストーリーが展開する作品も含まれている。例を挙げれば、『ザ・ファントム』『プリンス・バリアント』『ディック・トレイシー』『メリー・ワース』『モデスティ・ブレイズ』、そして『ターザン』などの作品がある。これらのドラマティックなコミック・ストリップは、『スーパーマン』や『バットマン』、『アメイジング・スパイダーマン』など、いくつかはアメリカン・コミックからのスピンオフ作品であった。
これまでこの記事で言及されたすべてのコミック・ストリップは、人間を物語の中心に据えているが、多くの漫画が主な登場人物として動物も含めている。これらの作品には、登場する動物が言葉を喋れないもの（『サーフィン ドッグ』）、言葉を喋るが人間には理解できないもの（『ガーフィールド』、『ピーナッツ』のスヌーピー）、人間と動物が会話することができるもの（『ブルーム・カウンティ』、『ゲット・ファッジー』、『フィリックス・ザ・キャット』）がある。これら以外に『ポゴ』や『ドナルドダック』などの漫画は、完全に動物を中心に据えている。ゲイリー・ラーソンの『ファー・サイド』は、主要登場人物が存在しないという点でユニークだった。『ファー・サイド』ではその代わりに、人間、怪物、宇宙人、ニワトリ、ウシ、虫、アメーバその他の様々なキャラクターが登場する。ワイリー・ミラーは人間と動物や架空のキャラクターの混交だけでは飽き足らず、幾つもの異なる漫画を一つのタイトル『ノン・セクィトゥル』の下に連結させた。1972年から開始されたボブ・セイヴスの『フランク・アンド・アーネスト』は、動物や野菜、鉱物他の姿をした人間のようなキャラクターが登場する、一群の漫画の先駆けとなった。

## 社会的および政治的影響
コミック・ストリップは長年にわたって社会を映す鏡であり続け、ほとんどその開始から政治的あるいは社会的な論評に用いられてきた。この範囲は『小さな孤児アニー』の固い保守主義から、『ドゥーンズベリー』の野放図なリベラリズムにまで及ぶ。前述した『ポゴ』は、多くの同時代の有名政治家をポゴのオーキフェノーキー湿地（訳注・ジョージア州とフロリダ州の州境にある広大な泥炭地）に住む動物たちとして戯画化することにより、絶大な効果をもたらした。1950年代に『ポゴ』の作者ウォルト・ケリーは、大胆にもジョセフ・マッカーシーを題材にした。マッカーシーはシンプル・J・マラーキーという名の牡猫として戯画化され、バードウォッチング・クラブを乗っ取り、好ましくない人物を残さず追い出そうとする誇大妄想狂として描かれた。
またケリーは、コミック・ストリップという表現媒体をマッカーシー時代の政府規制から可能な限り守り抜いた。性的かつ暴力的かつ反政府的な内容を持つと考えられたアメリカン・コミックが非難されていた当時において、ケリーは同様の非難がコミック・ストリップに対しても持ち上がることを懸念した。米国議会小委員会の前で、ケリーは彼のイラストと人間性によって委員達を説得し、コミック・ストリップは風刺の手段として安全圏に置かれた。
『ドゥーンズベリー』や『ブーンドックス』のような政治的論評を主題とした幾つかのコミック・ストリップは、しばしば漫画欄ではなく社説欄や論説欄に印刷される。保守的な層は長期にわたって『ドゥーンズベリー』に反対し続けており、最近では日曜版の漫画ページを担当している大手印刷会社にこの漫画の印刷を拒否させることに成功した。別の例として、社内政治を扱う漫画『ディルバート』は、しばしば新聞のビジネス欄に印刷される。
世界最長のコミック・ストリップは、ロンドン・コメディ・フェスティバルの一部としてトラファルガー広場に展示された88.9メートルの漫画である。フロリダで展示された81メートルの漫画がこれ以前の世界記録であった。ロンドンのコミック・ストリップは15人の著名なイギリス人漫画家によって制作され、ロンドンの歴史を描写している。
漫画家ルーブ・ゴールドバーグの名にちなむリューベン賞は、アメリカ合衆国のコミック・ストリップ作家にとって最も栄誉ある賞である。リューベン賞は全米漫画家協会（NCS）から、毎年寄贈される。
NCSの援助により、今日のコミック・ストリップ作家達は、市場縮小と新聞紙面でのスペース削減による衰退途上にあると考えられているこの表現媒体の熱心な宣伝活動を行っている。これらの宣伝活動の特にユーモラスな一例が、1997年のエイプリル・フールに行われたザ・グレート・コミック・ストリップ・スイッチャルーニーである。この日、大勢の有名コミック・ストリップ作者達が、互いの執筆する漫画を交換した。例えば、『ガーフィールド』のジム・デイヴィスは『ブロンディ』のスタン・ドレイクと、『ディルバート』のスコット・アダムスは『ファミリー・サーカス』のビル・キーンと漫画を交換した。1996年には合衆国郵便局が、コミック・ストリップ百周年の記念切手「コミックストリップクラシック」を発行することで宣伝活動に協力した。
スイッチャルーニーは一回限りの宣伝企画であったが、漫画家が別の作者により創造された作品を描き継いでいくのは、アメリカン・コミック業界と同様に、アメリカの新聞漫画の伝統でもある。事実この習慣のお蔭で、様々なジャンルの人気漫画が数十年に渡って連載を続けられるようになった。これらの作品の例としては、ハロルド・グレイ (漫画)によって1924年から1944年まで執筆され、その後はレオナルド・スターやアンドリュー・ペポイらの漫画家によって描き継がれている『小さな孤児アニー』や、ミルトン・カニフによって1934年に開始され、ジョージ・ヴンダーに代表される一連の作者に引き継がれた『テリーと海賊(Terry and the Pirates)』がある。
ビジネス上の要請によるスイッチの一形態として、同じ内容の作品が別の題名によって続けられることもある。一例として、1940年代初期のドン・フラワーの『モデスト・メイデンズ』は、ウィリアム・ランドルフ・ハーストの関心を惹きつけ、二倍の原稿料によってAP通信からキング・フューチャーズ・シンジケートに引き抜かれ、AP通信からの法的措置を回避するために『グラマー・ガールズ』と改題された（一方『モデスト・メイデンズ』は、フラワーの画風をそっくり模倣したジェイ・アレンによって描き継がれた）。
現在では伝統的な新聞漫画のほとんどが、インターネット上の公式サイトを持っている。シンジケートはしばしばそれらのウェブサイトで、最近の作品のアーカイブを公開している。『ディルバート』の作者スコット・アダムスが自分の各作品にEメールアドレスを記述した事により、この流行が始まった。

## 日本漫画への影響
コミックストリップは「時事新報」や「新青年」などの第二次世界大戦前の日本の新聞や雑誌に翻訳掲載された。1923年から「アサヒグラフ」に掲載されたジョージ・マクマの『親爺教育』
は、当時の日本の読者の間でも人気を博し、1924年には朝日新聞社から2巻の単行本が発刊された。『親爺教育』は横山隆一、杉浦幸雄、麻生豊といった当時の若手漫画家らに影響を与えたことでも特筆される。特に麻生の『ノンキナトウサン』は、そのスタイルにおいて『親爺教育』の表現手法を大きく取り入れている。戦前の漫画家のみにとどまらず、戦後活躍した手塚治虫の『メトロポリス』や『ふしぎ旅行記』などの作品においても、『親爺教育』からの影響が散見できる。
また、「アサヒグラフ」に連載された最初期の児童漫画の一作である『正チャンの冒険』（1923年）は、イギリスのデイリー・ミラー紙に連載されていた子供向けのコミック・ストリップ『ピップ・スクウィーク・アンド・ウィルフレッド』（1919年）に触発されて執筆された作品である。